# Michal Moroz
Michal Moroz (* 21. července 1980 Praha) je nezávislý politický analytik, který v letech 2010 až 2011 působil jako náměstek ministra vnitra ČR. V letech 2017 až 2019 byl členem strany Realisté a působil zde jako tajemník a analytik.

## Vzdělání
Vystudoval veřejnoprávní akademii TRIVIS v Praze, posléze studoval na institutu BSH Bildungszentrum v Basileji a titul magistra práv získal v roce 2006 na právnické fakultě Univerzity Karlovy v Praze.

## Pracovní činnost
Od roku 2000 do roku 2010 řídil poradenskou společnost Moroz & Partner, zaměřenou na vyšetřování podvodů, odhalování plagiátů, obchodní zpravodajství a personální bezpečnost. Společnost po nástupu na MV ČR prodal.
Před nástupem na MV ČR působil jako Senior Consultant české pobočky mezinárodní detektivní kanceláře Pinkerton.
Od roku 2009 působil jako poradce ministra vnitra Martina Peciny pro problematiku soukromých bezpečnostních služeb a bezpečnostního výzkumu.
V roce 2010 byl Radkem Johnem jmenován do funkce náměstka ministra vnitra pro strategie a programové řízení. Na funkci sám rezignoval po jmenování nového ministra vnitra Jana Kubiceho v roce 2011.
Působil rovněž jako člen dozorčí rady společnosti Debtis Causa a státního podniku Česká pošta. Opakovaně se spekulovalo o jeho nástupu do dozorčí rady energetické společnosti ČEZ. Proti jeho jmenování do této funkce se však postavil premiér Petr Nečas.
Po odchodu z ministerstva vnitra působil krátce jako poradce předsedy výboru pro bezpečnost Radka Johna.

## Odborná činnost
Je zakládajícím členem české pobočky mezinárodní asociace bezpečnostních profesionálů ASIS International. V roce 2009 byl jejím předsedou.
Působil rovněž jako zakladatel a president Asociace na ochranu věřitelů ČR.
Byl členem mezinárodní asociace certifikovaných vyšetřovatelů podvodů ACFE.

## Přednášková činnost
4. dubna 2011 přednesl jako náměstek ministra vnitra úvodní keynote na 10th European Security Conference & Exhibition ve Vídni. Předmětem jeho přednášky byla protikorupční opatření české vlády.
V rámci české pobočky ASIS International aktivně přednášel na Mezinárodních konferencích bezpečnostního managementu („Aktuální trendy v oblasti vyšetřovacích a konzultačních služeb”, 2010).
Dlouhodobě se zaměřuje na problematiku personální bezpečnosti, především na tzv. pre-employment screening a jeho aplikovatelnost v českém právním řádu. Tuto problematiku pravidelně přednáší na právnické fakultě Univerzity Karlovy.

## Kauzy
V roce 2006 byl Moroz součástí kauzy Hybášková-Tlustý. Tehdejší předsedkyně SNK-ED uvedla, že se na Moroze měl obrátit zástupce tehdejšího ministra financí a nabídnout na vyplacení zablokovaných finančních prostředků strany SNK-ED. Tlustý nařčení odmítl, Hybáškovou za její výroky zažaloval a u soudu v roce 2007 uspěl, když vysoudil pokutu, nikoli však omluvu. Později označil celou kauzu za provokaci a Moroze za agenta Miroslava Kalouska.
Asociace na ochranu věřitelů ČR byla za Morozova působení pokutována Úřadem na ochranu osobních údajů za zveřejnění černé listiny nedůvěryhodných firem podnikajících v oblasti pohledávek. Moroz se pokutě za zveřejnění neúspěšně bránil argumentem, že šlo výhradně o převzaté údaje, které byly volně dostupné v obchodním rejstříku.
Kontroverzní reakce vyvolalo především Morozovo jmenování do funkce náměstka ministra vnitra v roce 2010. Původně byl v tiskové zprávě MV uveden jako zástupce TOP 09, která se však od jeho nominace ústy předsedy Karla Schwarzenberga distancovala, což upoutalo zájem médií a několikadenní spekulace o tom, čí je ve skutečnosti Moroz nominant. Posléze si jej rozhodl na ministerstvu ponechat ministr vnitra Radek John.
Moroz byl také předmětem několika konfliktů mezi zástupci VV a ODS. Především premiér Petr Nečas Moroze opakovaně označil za bezpečnostní riziko. Nečas spatřoval konflikt zájmů v předchozím působení Moroze v oblasti soukromých bezpečnostních služeb. Moroz proto požádal o bezpečnostní prověrku na stupeň tajné, NBÚ však jeho prověřování po odchodu z MV ČR přerušil. Nečas posléze odmítl v roce 2011 jeho jmenování do funkce náměstka místopředsedy vlády pro boj s korupcí, což vedlo k rozhodnutí Radka Johna o jeho odchodu z vlády.

## Realisté
Ve volbách do Poslanecké sněmovny PČR v roce 2017 byl lídrem kandidátky strany Realisté v Praze, ale neuspěl.